# Leszek Potasiński
Leszek Potasiński (ur. w 1958 w Warszawie) – polski gitarzysta klasyczny i pedagog.
Uczył się gry na gitarze u prof. Ryszarda Bałauszko w PSM II st. im. F. Chopina w Warszawie, a następnie ukończył z wyróżnieniem klasę gitary w warszawskiej Akademii Muzycznej pod kierunkiem prof. Marcina Zalewskiego. Studia kontynuował w Królewskim Wyższym Konserwatorium w Madrycie u Jose Luisa Rodrigo oraz na wielu kursach mistrzowskich. 

## Osiągnięcia i działalność
Leszek Potasiński był laureatem m.in. I nagrody na Ogólnopolskim Konkursie Gitary Klasycznej w Łodzi w 1979 r., I nagrody na Konkursie Interpretacji Muzyki Hiszpańskiej w Warszawie (1985 r.), nagrody im. J.M. Morales (katedra im. Andresa Segovii) na Kursie w Santiago de Compostela (1985 r.) oraz Medal Miasta Arthez na festiwalu „Guitares en Saubestre” (1988 r.) 
Koncertuje zarówno w kraju jak i za granicą (m.in. w Austrii, Francji, Grecji, Hiszpanii, Niemczech, Szwajcarii i Szwecji). Dokonał licznych nagrań radiowych i telewizyjnych. Szczególne miejsce w jego repertuarze zajmuje muzyka epoki baroku, utwory kompozytorów hiszpańskich (w tym flamenco) południowoamerykańskich, współczesna muzyka polska oraz koncerty na gitarę z orkiestrą (m.in. słynny Concierto de Aranjuez Joaquina Rodrigo, koncerty Antonia Vivaldiego). Często występuje jako kameralista, współpracując m.in. z Beatriz Blanco (śpiew), Jadwiga Kotnowska (flet), Jose Torresem (instrumenty perkusyjne), Markiem Walawenderem (gitara) i Markiem Wrońskim (skrzypce), oraz Dorotą Jasińską (Sopran).

### Inne
Na koncertach wykorzystuje niekiedy swoje umiejętności gry na charango, kastanietach, tabli czy bombo. Dokonał wielu transkrypcji i aranżacji zarówno na gitarę solo, jak i dla zespołów kameralnych. Leszek Potasiński zajmuje się również pracą pedagogiczną. Jest wykładowcą na Uniwersytecie Muzycznym im. F. Chopina w Warszawie, prowadzi klasę gitary w ZPSM II st. im. F. Chopina w Warszawie oraz wykłady i kursy mistrzowskie w kraju i zagranicą (m.in. w Hiszpanii).

### Dyskografia
- La Fiesta
- Ethnic Inspirations